# Erzbistum Nassau
Das Erzbistum Nassau (lat. Archidioecesis Nassaviensis) ist eine auf den Bahamas gelegene römisch-katholische Erzdiözese mit Sitz in Nassau. Sie umfasst den Staat der Bahamas.

## Geschichte
Papst Pius XI. gründete am 21. März 1929 die Apostolische Präfektur Bahama aus Gebietsabtretungen des Erzbistums New York. Maßgeblich geprägt wurde der Aufbau der katholischen Kirche und ihrer Gemeinden auf den Bahamas durch die Benediktiner, die 1891 aus der Saint John’s Abbey in Collegeville (Minnesota) nach Nassau gekommen waren. Ihr Kloster St. Augustine auf dem Fox Hill im Osten von New Providence bestand bis 2005.
Am 15. Januar 1941 wurde die Apostolische Präfektur zum Apostolischen Vikariat erhoben und nahm den Namen Apostolisches Vikariat der Bahamainseln an.
Am 5. Juli 1960 wurde das Apostolische Vikariat zum Bistum, das den Namen Nassau annahm und dem Erzbistum Kingston in Jamaika als Suffraganbistum unterstellt wurde, erhoben. Die Mission sui juris Turks- und Caicosinseln wurde am 10. Juni 1984 aus Teilen seines Territoriums errichtet.
Mit der Apostolischen Konstitution Ad aptius consulendum wurde es am 22. Juni 1999 zum Metropolitanbistum erhoben.

## Ordinarien

### Apostolischer Präfekt von Bahama
- John Bernard Kevenhoerster OSB (22. Mai 1931 – 15. Januar 1941)

### Apostolische Vikare der Bahamainseln
- John Bernard Kevenhoerster OSB (15. Januar 1941 – 9. Dezember 1949, verstorben)
- Paul Leonard Hagarty OSB (25. Juni 1950 – 5. Juli 1960)

### Bischöfe von Nassau
- Paul Leonard Hagarty OSB (5. Juli 1960–1981, zurückgetreten)
- Lawrence Aloysius Burke SJ (17. Juli 1981 – 22. Juni 1999)

### Erzbischöfe von Nassau
- Lawrence Aloysius Burke SJ (22. Juni 1999 – 17. Februar 2004, danach Erzbischof von Kingston in Jamaika)
- Patrick Christopher Pinder, seit dem 17. Februar 2004